# ホセ・アントニオ・カストロ
ホセ・アントニオ・カストロ（José Antonio Castro González、1980年8月11日 - ）は、メキシコの元サッカー選手。元メキシコ代表。ポジションはディフェンダー。

## 経歴
2003年に親善試合でメキシコ代表デビュー。2006年から多くの試合に出場、2006 FIFAワールドカップにも出場した。2007年にはCONCACAFゴールドカップで準優勝、コパ・アメリカで3位となった。2009 CONCACAFゴールドカップでは全6試合に出場、決勝では4点目のゴールを決め、5-0で勝利、優勝した。2010年までに34試合に出場、1得点をあげた。

## 代表歴

### 出場大会
- メキシコ代表
  - 2006 FIFAワールドカップ

### 試合数
- 国際Aマッチ 34試合 1得点（2003年-2010年）[1]

| メキシコ代表 | 国際Aマッチ | 国際Aマッチ |
| 年           | 出場        | 得点        |
| ------------ | ----------- | ----------- |
| 2003         | 5           | 0           |
| 2004         | 0           | 0           |
| 2005         | 1           | 0           |
| 2006         | 8           | 0           |
| 2007         | 7           | 0           |
| 2008         | 1           | 0           |
| 2009         | 11          | 1           |
| 2010         | 1           | 0           |
| 通算         | 34          | 1           |